# Флеминг, Робин
Робин Флеминг (англ. Robin Fleming, род. 1956, Область залива Сан-Франциско, Калифорния) — американский медиевист и профессор истории в Бостонском колледже. Она была президентом Американской академии медиевистики в 2023–2024 годах и стипендиатом Фонда Макартуров 2013 года. Она написала несколько книг, посвящённых жителям Римской Британии и Британии в период раннего средневековья, используя как археологические свидетельства, так и письменные источники.

## Образование
Флеминг получила степени бакалавра и доктора философии в Калифорнийском университете в Санта-Барбаре в 1977 и 1984 годах. 

## Карьера и почести
Она была приглашённым профессором имени Матины С. Хорнер в Институте перспективных исследований Рэдклиффа в Гарварде (2009–2010 гг.), членом Школы исторических исследований в Институте перспективных исследований в Принстоне (2002–2003 гг.), членом Фонда Гуггенхайма (2002 г.), членом Института Бантинга в Гарварде (1993–94 гг.) и младшим членом Гарвардского общества стипендиатов (1986–89 гг.).
Она является членом Массачусетского исторического общества, Королевского исторического общества, Лондонского общества антиквариев и Американской академии медиевистики. 
В 2022 году она прочитала Фордовские лекции в Оксфорде на тему «Собачьи тела и тела собак: социальная и культурная история собак и людей Римской Британии». 
С 2023 по 2024 год она занимала пост президента Американской академии медиевистики.

### Книги
- Fleming, Robin. The Material Fall of Roman Britain, 300-525 CE. — University of Pennsylvania Press, 2021. — ISBN 9780812252446.
- Fleming, Robin. Britain After Rome: The Fall and Rise, 400-1070. — Penguin, 2011. — ISBN 9780140148237.[14]
- Fleming, Robin. Kings and Lords in Conquest England. — Cambridge University Press, 2004. — ISBN 9780521526944.
- Fleming, Robin. Domesday Book and the Law: Society and Legal Custom in Early Medieval England. — Cambridge University Press, 1998. — ISBN 052163038X.[15]

### Избранные статьи
- Robin Fleming, "Monastic Lands and England's Defence in the Viking Age", The English Historical Review[англ.] 100:395:247–265 (April 1985)